# Taiwan-Fichte
Die Taiwan-Fichte (Picea morrisonicola) ist eine Art aus der Familie der Kieferngewächse (Pinaceae). Sie ist auf der Insel Taiwan heimisch.

## Beschreibung
Die Taiwan-Fichte wächst als immergrüner Baum, der Wuchshöhen von bis zu 50 Metern und Brusthöhendurchmesser von bis zu 1,5 Meter erreichen kann. Die dicht stehenden Äste gehen gerade vom Stamm ab. Die graue bis gräulich rotbraune, schuppige Stammborke wird rund 0,5 Zentimeter dick, ist unregelmäßig gefurcht und blättert in Schuppen ab. Die innere, faserige Rinde ist 1 bis 1,5 Zentimeter dick und rötlich braun gefärbt. Die unbehaarte Zweigrinde ist anfangs braun bis gelblich braun und verfärbt sich bis in das zweite Jahr gräulich-braun. Das Splintholz von frisch gefällten Bäumen hat eine helle, gelblich weiße Färbung.
Die Winterknospen sind eiförmig, selten auch konisch-eiförmig geformt. Die dicht stehenden, geraden oder leicht gebogenen Nadeln sind bei einer Länge von 0,8 bis 1,5 Zentimeter und einer Breite von 0,1 bis 0,3 Zentimeter linear geformt und haben einen breit-rautenförmigen Querschnitt. Ihre Spitze ist spitz zulaufend. Auf der Nadeloberseite befinden sich fünf und auf der Nadelunterseite zwei oder drei Stomatalinien.
Die Taiwan-Fichte ist einhäusig-getrenntgeschlechtig (monözisch) und die Blütezeit liegt im April. Die Zapfen sind bei einer Länge von 5 bis 7 Zentimetern und einer Dicke von 2,5 bis 3 Zentimetern länglich bis länglich-zylindrisch geformt. Sie sind anfangs rot bis violett-grünlich gefärbt und verfärben sich zur Reife im Oktober hin braun, selten auch leicht violett. Die Samenschuppen sind verkehrt-eiförmig und werden etwa 1,5 Zentimeter lang und rund 1,2 Zentimeter breit. Ihre Basis läuft breit keilförmig zu oder ist leicht abgerundet. Die annähernd verkehrt-eiförmigen Samen werden etwa 3 bis 4 Millimeter lang und haben einen länglich bis verkehrt-eiförmigen, gelblichen bis orangebraunen Flügel, welcher 6 bis 7 Millimeter lang ist.

## Verbreitung und Standort
Das natürliche, zerklüftete Verbreitungsgebiet der Taiwan-Fichte liegt auf der Insel Taiwan. Es umfasst dort die Gebirge im Zentrum der Insel.
Die Taiwan-Fichte gedeiht in Höhenlagen von 2500 bis 3000 Metern. Die Art wächst vor allem in Schluchten und an Berghängen in Rein- oder Mischbeständen, unter anderem mit der Chinesischen Hemlocktanne (Tsuga chinensis).
Picea morrisonicola wird in der Roten Liste der IUCN als „gefährdet“ eingestuft. Es wird jedoch darauf hingewiesen, dass eine erneute Überprüfung der Gefährdung notwendig ist. Als Hauptgefährdungsgrund wird der Übernutzung der Art zur Holzgewinnung genannt.

## Nutzung
Die Taiwan-Fichte ist einer der wichtigsten Holzlieferanten Taiwans. Das Holz findet als Konstruktionsholz, im Fahrzeugbau sowie zur Herstellung von Möbeln Verwendung. Weiters dient es auch zur Gewinnung von Zellstoff.

## Systematik
Picea morrisonicola wird innerhalb der Gattung der Fichten (Picea) der Untergattung Picea, der Sektion Picea, der Untersektion Picea und der Serie Smithianae zugeordnet.
Die Erstbeschreibung als Picea morrisonicola erfolgte 1908 durch Hayata Bunzō in Journal of the College of Science, Imperial University of Tokyo, Band 25(19), Seite 220.